# Paradise City
Paradise City er det sjette nummer på det amerikanske Hard Rock band Guns N' Roses' debutalbum Appetite for Destruction.
Sangen blev udgivet som bandets 5. single (Efter Nightrain) i 1989 og nåede nr. 5 på Billboard Hot 100 Chart. Sangen er siden blevet placeret som nummer 21 på VH1's 40 Greatest Metal Songs of All Time, nr. 3 på magasinet Total Guitar's liste over The 100 greatest solos of all Time, nr. 453 på Rolling Stones' The 500 Greatest Songs of All Time. og har vundet adskillige lignende priser i årenes løb.
Slash har udtalt, at sangen var skrevet på bagsædet af en lejevogn, da de var på vej tilbage fra en koncert de havde spillet i San Francisco med bandet Rock N Riders. Han fortæller, at bandet sad på bagsædet og drak og spillede akustisk guitar, da han pludselig fandt på introen. Duff McKagan og Izzy Stradlin begyndte at spille med. Slash begyndte at nynne en melodi, og Axl Rose satte ord på: "Take me down to the Paradise City." Slash sang videre "Where the grass is green and the girls are pretty." Axl sang den første linje igen, og Slash råbte "Where the girls are fat and they've got big titties." Axl sluttede af med "Take... me... home!" Slash foretrak sin anden linje, men resten af bandet mente noget andet. Han blev overmandet, og de brugte den første linje. Bandet udviklede derefter resten af teksten i runder. Til sidst endte Slash med at finde på "main-riffet"
Nogle mener, at Paradise City handler om San Francisco og dens korruption på det tidspunkt. Nogle mener, at sangen var skrevet om Axl Rose og Izzy Stradlin's hjemby Lafayette, Indiana og det nærliggende Purdue University campus. I et 1988 interview, sagde Rose til Hit Parader Magazine, at "Verset handler om at være i junglen (Hollywood), mens omkvædet handler om at være tilbage i Midtvesten eller andet sted". Matt Sorum, har selv om han ikke var i bandet, da sangen blev skrevet, udtalt, at sangen handler om Irland.
Slash har udtalt, at dette er hans yndlings Guns N' Roses sang. Han har også indspillet en coverversion af sangen sammen ned Fergie og Cypress Hill, som er b-siden på hans Japanske single Sahara. Coverversionen er dog kun blevet udgivet på forskellige special-edditions af hans soloalbum fra april 2010.